# Frecăței (okręg Vrancea)
Frecăței – wieś w Rumunii, w okręgu Vrancea, w gminie Movilița. W 2011 roku liczyła 184
mieszkańców